# 洛克斐勒中心
洛克菲勒中心（英語：Rockefeller Center）是座落于美國紐約州紐約市第五大道的一個由數個摩天大樓組成的城中城，由洛克菲勒家族出資建造，設計者為Raymond M. Hood。由十九棟大樓組成，各大樓底層相通。1987年被美國政府認定為國家歷史地標。

## 建築
洛克斐勒中心是歷史上最浩大的都市計劃之一，這塊區域佔地二十二英畝，由十九棟建築圍塑出來的活動區域，對於公共空間的運用開啟了城市規劃的新風貌，完整的商場與辦公大樓讓中城區繼華爾街之後，成為紐約第二個市中心。第五大道旁較為低矮的國際大樓緩緩起伏到第六大道旁最高的GE大樓（通用电气-69層高樓），交錯橫貫之間的是供市民使用的廣場〈海峽花園“Channel Garden”、下層廣場“Lower Plaza”等〉，這座城中城每天容納上班、觀光、消費的流量達25萬人。
嚴格來說，洛克斐勒中心區域涵蓋第五大道至第六大道，介於48街至51街之間，區內涵括餐廳、辦公大樓、服飾店、銀行、郵局、書店...，甚至還有地下鐵通道貫穿連結，建築師聰明地利用大樓間的廣場、空地與樓梯間製造人行流動的方向，讓一天超過25萬的人潮在此穿梭無虞。
洛克斐勒中心在建築史上最大的衝擊是提供公共領域的使用，這種為普羅大眾設計的空間概念引發後來對於「市民空間」（Civic Space）的重視，巧妙地利用大樓的大廳、廣場、樓梯間、路衝設計成行人的休息區、消費區，徹底落實為廣大中產階級服務的计划，建築物不再是取悅上帝及皇帝的工具。

## 歷史
1928年，世界首富约翰·戴维森·洛克菲勒之子小约翰·戴维森·洛克菲勒，與大都會歌劇院合作開始了此建築計畫。
然而，第二年的1929年的大蕭條，對美國經濟造成了毀滅性的災难，也使大都會歌劇院撤出了投資。這時，小洛克菲勒面臨兩個選擇，放棄或繼續。他說：「我明白現在的我只有兩條路，一是放棄整個計畫，二是完全由我一個人的資金繼續完成他。」他選擇了繼續，獨自承擔起這個巨大的計畫，限期24年。（可選擇延期另外三期各21年，總共87年）他當年堅持繼續計畫的原因，很大部分是為了創造建築的就業機會並提振美國人民的信心。
這可能是人類歷史上最浩大的私人建築計畫。在紐約曼哈頓，裝飾風藝術風格的十四棟摩天大樓，佔地22英畝，於1930年5月17日正式動工，於九年後的1939年11月1日完成。建築名稱是家族幕僚Ivy Lee所建議的。小洛克菲勒原先並不想以自己的姓氏命名，但考量到這名字能吸引到更多商家與人潮，接受了提案。
整個中心分為兩部分，第一部分為1930年代建造的十四棟大樓，為古典風格。第二部分是1960年代和1970年代新建的四棟大樓，為現代風格。

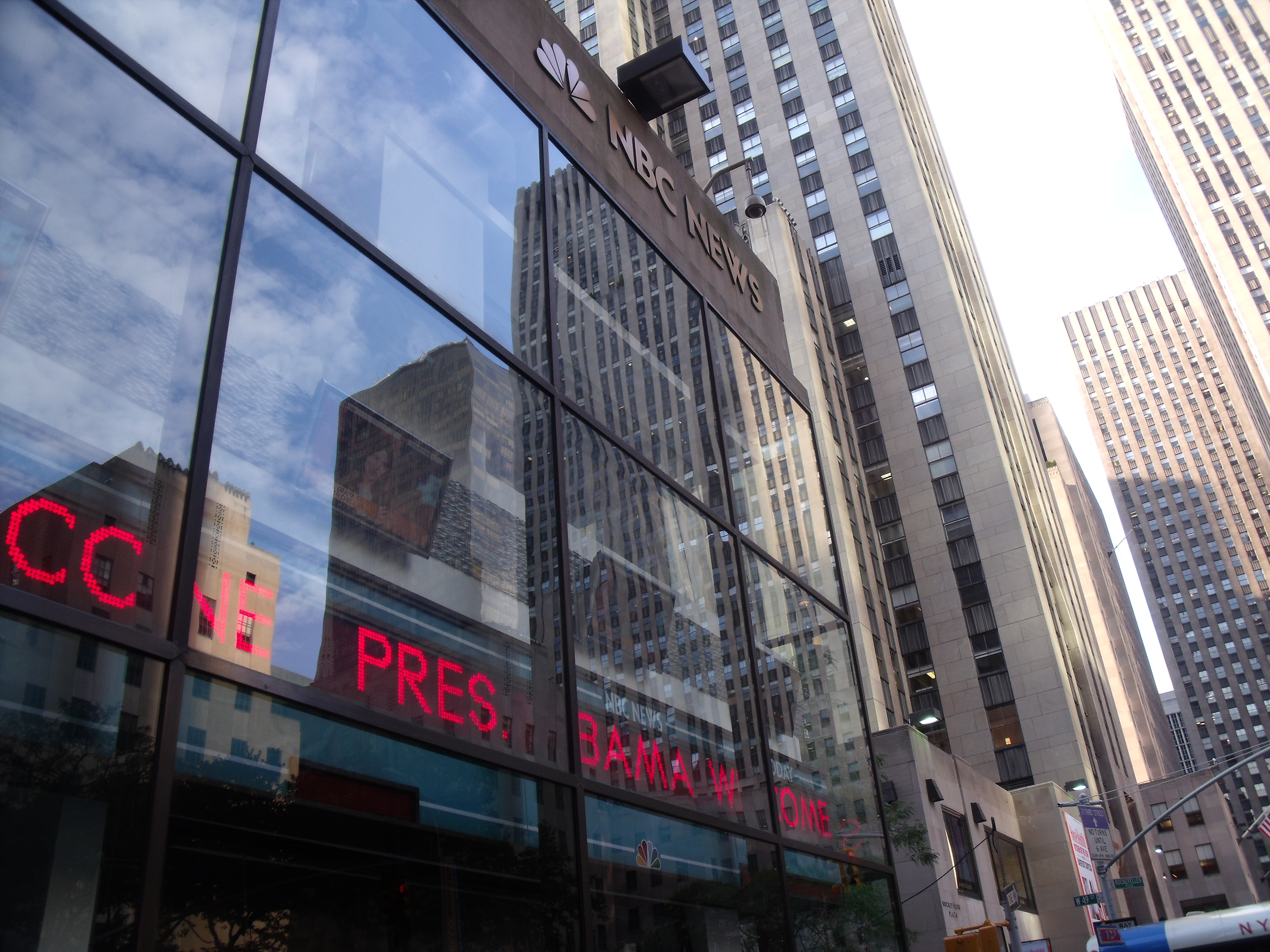
Studio 1A，美國晨間新聞節目《今日》的攝影現場。

1989年10月，日本泡沫經濟達到頂點的這一年，三菱地所以8.46億美圓（以當時的匯率，約合1100多億日圓）的價格購買了洛克菲勒中心的擁有者洛克菲勒集團（Rockefeller Group）51%的股權，從而取得了洛克菲勒中心的控制權，成為日本當年海外投資的經典案例。此後，三菱地所又分批購買了洛克菲勒集團剩下的所有股權。
1996年7月因爲無法償還貸款，洛克菲勒集團將最初建造的14棟大樓轉讓。2000年，房地產業者Jerry Speyer（洛克菲勒第三代領導人David Rockefeller的好友）以18.5億美元買下了這14棟大樓。
而較新的4棟大樓則仍然為三菱地所的全資子公司洛克菲勒集團所擁有。

## 外部連接
- 官方网站
- Guide to Rockefeller Center （页面存档备份，存于）
- The Rockefeller Group （页面存档备份，存于）
- Rockefeller Center Webcam
- in-Arch.net: Rockefeller Center introduction （页面存档备份，存于）